# Dianna Boileau
Dianna Boileau (1930s-2014) fue una mujer transgénero canadiense y uno de las primeros canadienses en someterse a una cirugía de reasignación de sexo. Boileau comenzó a vivir como mujer al final de su adolescencia. Ella llamó la atención del público por primera vez después de su participación en un accidente automovilístico fatal en 1962 que resultó en una cobertura de prensa sensacional que la delató como una aparente travesti. Regresó al ojo público en 1970 cuando se sometió a una cirugía de reasignación de sexo, siendo descrita (quizás de manera inexacta) por los medios contemporáneos como la primera mujer transexual de Canadá.  Publicó un libro de memorias, Behold, I Am a Woman en 1972, y vivió el resto de su vida en privado.

## Primeros años
Boileau nació en Winnipeg, Manitoba. Se desconoce su año de nacimiento, pero se cree que fue a mediados de la década de 1930. Sus padres adoptivos la llamaron Clifford. La familia de Boileau se mudó de Manitoba a Ontario por motivos de trabajo durante su infancia. Durante la adolescencia de Boileau, la familia residía en Fort Frances, una pequeña ciudad en el oeste de Ontario. Durante este tiempo, un médico local, Harold Challis, diagnosticó a Boileau como un "transexual", un diagnóstico que inicialmente mantuvo en privado.
A la edad de 17 años, Boileau viajó sola en un viaje a Winnipeg, donde comenzó a presentarse como mujer en público, vistiendo ropa de mujer y una peluca rubia. Boileau fue detenida por la policía. Llamaron a sus padres y la recogieron al día siguiente. Al recordar el incidente en sus memorias de 1972, Boileau escribió: "Verme con el atuendo completo de una mujer hizo llorar a la madre y enojar al padre". Los padres de Boileau llegaron a aceptar la identidad de Boileau, con el apoyo del Dr. Challis, y la familia se mudó a Thunder Bay, donde Boileau comenzó a vivir como mujer. Más tarde, Boileau vivió en Calgary y Edmonton, donde trabajó como modelo y taquígrafa, luego se mudó a Toronto, donde trabajó como taquígrafa y secretaria legal.

## Accidente de coche de 1962
En 1962, mientras vivía en Toronto, Boileau conducía por la autopista 401 con una amiga, Rosemary Sheehan, cuando chocó contra una barandilla. Sheehan murió y Boileau fue acusada de conducción temeraria y negligencia criminal que causó la muerte.  Inicialmente fue detenida en un calabozo para mujeres, luego para hombres, y finalmente en Don Jail, una instalación para hombres. Fue juzgado en 1963 y finalmente absuelto.
El incidente generó una cobertura de prensa sensacionalista centrada en el género de Boileau, con titulares como "Con un vestido, el hombre fue retenido en la muerte del automóvil", "Conductora de 32 años, se descubrió que era hombre", y "Vestido de mujer, un hombre va a juicio".
La angustia provocada por el incidente llevó a Boileau a intentar suicidarse tomando pastillas.

## Transición quirúrgica
En algún momento después de 1962, Boileau comenzó a tomar hormonas feminizantes y a investigar la cirugía de reasignación de sexo. En 1969, ella y una amiga se sometieron a orquiectomías (extirpación de los testículos) en Nueva York.
En 1970, Boileau se sometió a una cirugía en el Hospital General de Toronto para que le extirparan los genitales masculinos restantes y le construyeran los genitales femeninos.  Era la primera vez que el Plan de seguro médico de Ontario cubría una cirugía de este tipo. Como condición previa, se le pidió que recibiera el respaldo de los psiquiatras en la clínica de género recientemente establecida en el Instituto Clarke de Psiquiatría; permaneció dos semanas en el instituto en la primavera de 1970, sometiéndose a exámenes médicos y entrevistas.

### Cobertura mediática y memorias
La cirugía de Boileau fue notificada en la prensa, aunque no fue identificada por su nombre. Una historia en The Globe and Mail del 23 de abril de 1970 usó el titular "Identidad oculta: la cirugía de cambio de sexo es la primera en Canadá". Esta afirmación se ha repetido ampliamente en los medios de comunicación, incluso por la propia Boileau en sus memorias, aunque los historiadores han identificado otros casos que pueden haber sido ligeramente anteriores a Boileau.
Mientras se recuperaba de la cirugía, la periodista Felicity Cochrane se acercó a Boileau, quien esperaba cubrir su historia para la revista femenina Chatelaine. En el transcurso del proceso de la entrevista, las dos acordaron colaborar en un relato de la historia de Boileau, que ocupaba el tamaño de un libro, por lo que dividirían las ganancias. Como el fenómeno del "transexualismo" se consideró impactante en ese momento, las mujeres tuvieron dificultades para encontrar una editorial canadiense para el libro, y finalmente se decidieron por la editorial Pyramid Books de Nueva York. El libro, titulado Behold, I Am a Woman se publicó en marzo de 1972. Fue acreditado como "por Dianna contado a Felicity Cochrane" y presentaba una foto de Boileau en la portada. La dedicatoria dice: "A mis padres y a la Dra. Betty Steiner y los médicos y el personal de enfermería del Hospital General de Toronto".
En septiembre de 1970, Boileau y Cochrane se embarcaron en una gira publicitaria para promocionar el libro. En mayo de 1972, Boileau fue entrevistada para un programa de televisión de CBC sobre temas de mujeres, aunque el programa nunca llegó al aire. Fue entrevistada en un episodio de 1973 del programa de la revista canadiense W5 sobre el tema de las mujeres trans.

## Vida posterior
Poco después de la publicación de sus memorias, Boileau se retiró del ojo público y no hizo más apariciones públicas. En la década de los 80 se casó, tomando el apellido de su marido.  Murió en 2014.

## Legado
Boileau fue el tema de una serie de podcasts de 12 episodios, Behold Dianna, producida en 2021 por Borderland Pride, una organización de orgullo LGBT en Rainy River, Ontario, una ciudad donde Dianna vivió durante parte de su infancia.